# Prättigauer Heimatmuseum

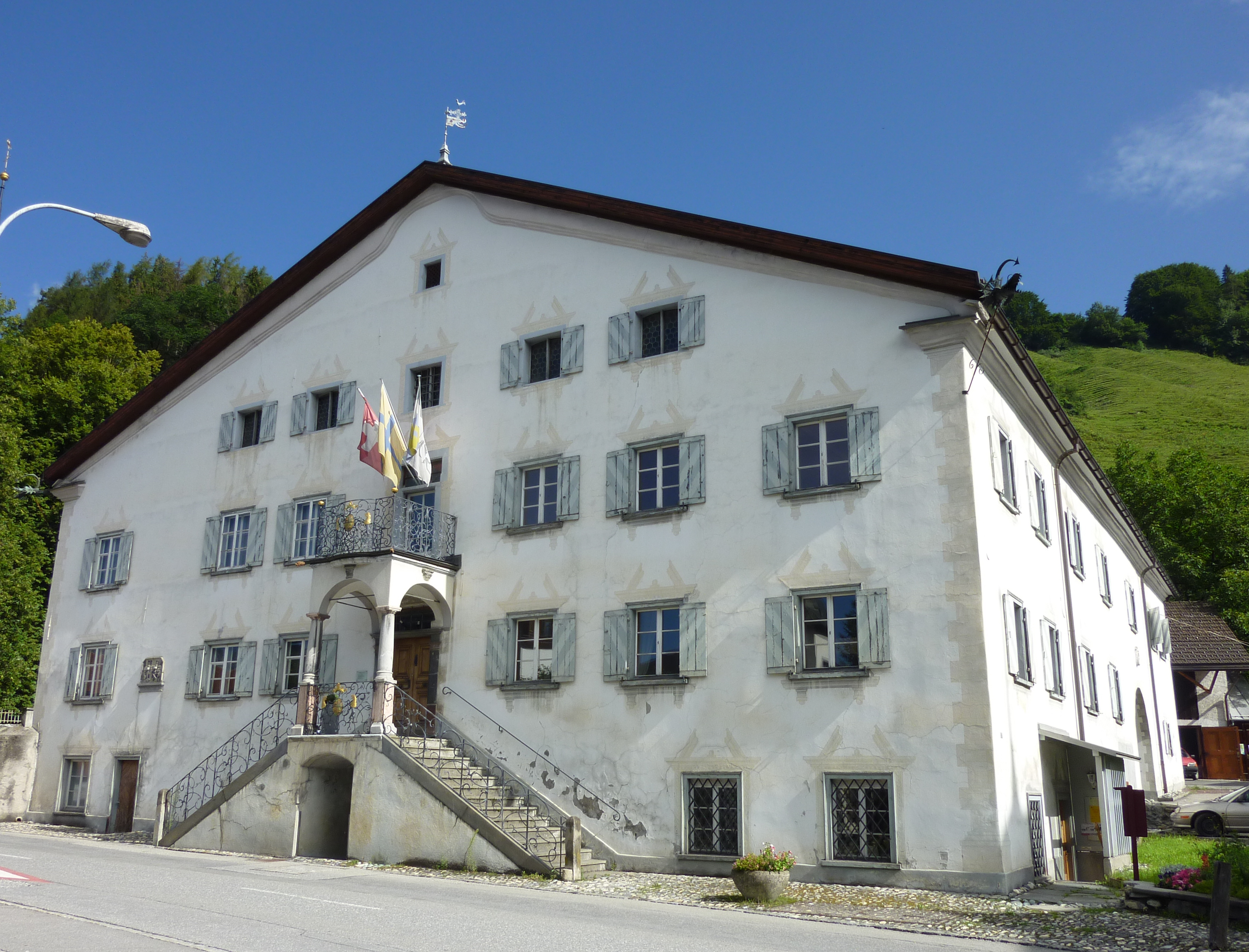
Haus von Ott, genannt zum Rosengarten

Das Prättigauer Heimatmuseum ist ein volkskundliches Museum in Grüsch im Vorderprättigau im Schweizer Kanton Graubünden.
Es ist untergebracht im Obergeschoss des Kulturhauses Rosengarten, einem regionalen Kultur- und Begegnungszentrum.
Das Museum zeigt etwa 2000 Exponate zur Geschichte des Tales zwischen Rätikon und Hochwang. Eine Schuhmacherwerkstatt dokumentiert das traditionelle Handwerk. Ofenkeramik aus St. Antönien zeugt von der einheimischen Hafnerkunst. Zudem verfügt das Museum über eine Spielzeugsammlung aus dem 18. und 19. Jahrhundert.